# 徐時作
徐時作，福建建宁縣人，清朝政治人物、進士出身。
雍正五年，登進士，擔任沧州知州。